# Carla Sariol Molins
Carla Sariol Molins (Barcelona, 19 de febrer de 1986) és una jugadora d'hoquei sobre patins i dirigent esportiva catalana.
Es formà al Patí Hoquei Club Sant Cugat i jugà amb diversos equips de l'hoquei estatal, el Club Tennis Barcino, el Club Patí Voltregà, amb el qual aconseguí un Campionat d'Espanya (2002), el Club Hoquei Mataró, el Club Patín Rivas de Madrid i el Club Esportiu Noia. També competí a la Lliga alemanya amb el Rollschuh-Club Cronenberg, amb el guanyà una Lliga i una Copa alemanya (2008). Internacional amb la selecció espanyola sub-18, es proclamà campiona d'Europa (2003), i amb l'absoluta aconseguí una medalla de bronze al Campionat del Món (2004) i una d'argent al d'Europa (2005)